# Ахмад-паша (володар Іраку)
Ахмад-паша (*д/н — 1747) — 2-й правитель Мамлюцького Ірака в 1723—1734 і 1736—1747 роках.

## Життєпис
Син Гасан-паши, валі Багдаду. 1715 року за підтримки батька призначається очільником еялету Басра. Брав участь у війні османської імперії з Персією. 1723 року після смерті батька зайняв Багдад (1724 року офіційно підтверджений як його паша). Разом з тим продовжив наступ на Ісфаган, захопивши місто Гамадан. Втім не зміг захопити перську столицю, а 1726 року зазнав поразки біля Ісфагану від шаха Мір Ашрафа. Проте успіхи османських військ на Кавказі змусили 1727 року останнього визнати зверхність османського султана. Це дозволило Ахмаду-паші зберегти захоплені землі. Але 1727 року в Басрі спалахнуло повстання проти влади мамлюків, яке було придушено лише 1728 року.
1730 року вимушений був залишити перські володіння перед наступом військ Надір Шаха. Але 1731 року Ахмад-шах відвоював Керманшах і встановив владу над Ардаланським ханством. 15 вересня того ж року Ахмад-паша завдав персам поразки у битві при Кориджані, ледве не захопив перського шаха, вдруге зайнявши Гамадан. Цей успіх призвів до підписання у січні 1732 року шахом Тахмаспом II Багдадської мирної угоди з Османською імперією, за якою шах поступився територіями на північ від річки Аракс (Гянджою, Картлі, Кахетією, Ширваном і Дагестаном), але залишив за Персією Південний Азербайджан з Тебризом.
1732 року Надір Шах повалив Тахмаспа II, захопивши владу. За цим почав нову війну. 1733 року перські війська взяли в облогу Багдад. Виправити ситуацію вдалося лише при допомозі османських військ, що прибули з Анатолії на чолі із сераскрером Осман-пашою. Також вдалося відбити напад на Басру. Невдовзі Ахмад взяв під контроль Шаразорський еялет. Було укладено союз з родом Джалілі, представники якого опанували Мосульським еялетом.
Завершив адміністративні реформи батька, відправи значну частину мамлюків до Мосула, став призначати мамлюків-кюлеменів на ключові адміністративні та військові посади. При цьому активно боровся з корупцією. Знову приборкав бедуїнські племена. Для оборони країни Ахмад-паша створив елітний підрозділ з 2 тис. мамлюків грузинського походження.
1734 року султан Махмуд I відсторонив його від управління Іраком, призначивши валі Алеппо. На посади пашів Багдаду і Басру було призначено окремих чиновників. 1735 року стає валі еялету Ракка. Але вторгнення персів 1736 року змусило султана повернути Ахмеда-пашу на попередню посаду.
1741 року не дозволив Хусейн-паші Джалалі, валі Мосулу, зайняти посаду валі Басри. У 1743—1746 роках брав участь у новій війні з Персією. 1743 році вимушений був надати певну автономію клану Бану-Утба, що став панівним в Кувейтській казі. 1746 року вів перемовини з Надір Шахом, що завершилися укладанням мирного договору. 1747 року виступив проти Саліма, правителя курдського ханства бабан, якого зумів приборкати. Помер у серпні того ж року при повернення до Багдаду. Йому успадкував його зять Сулейман Абу-Лайла.